# Evangelische Kirche Betberg

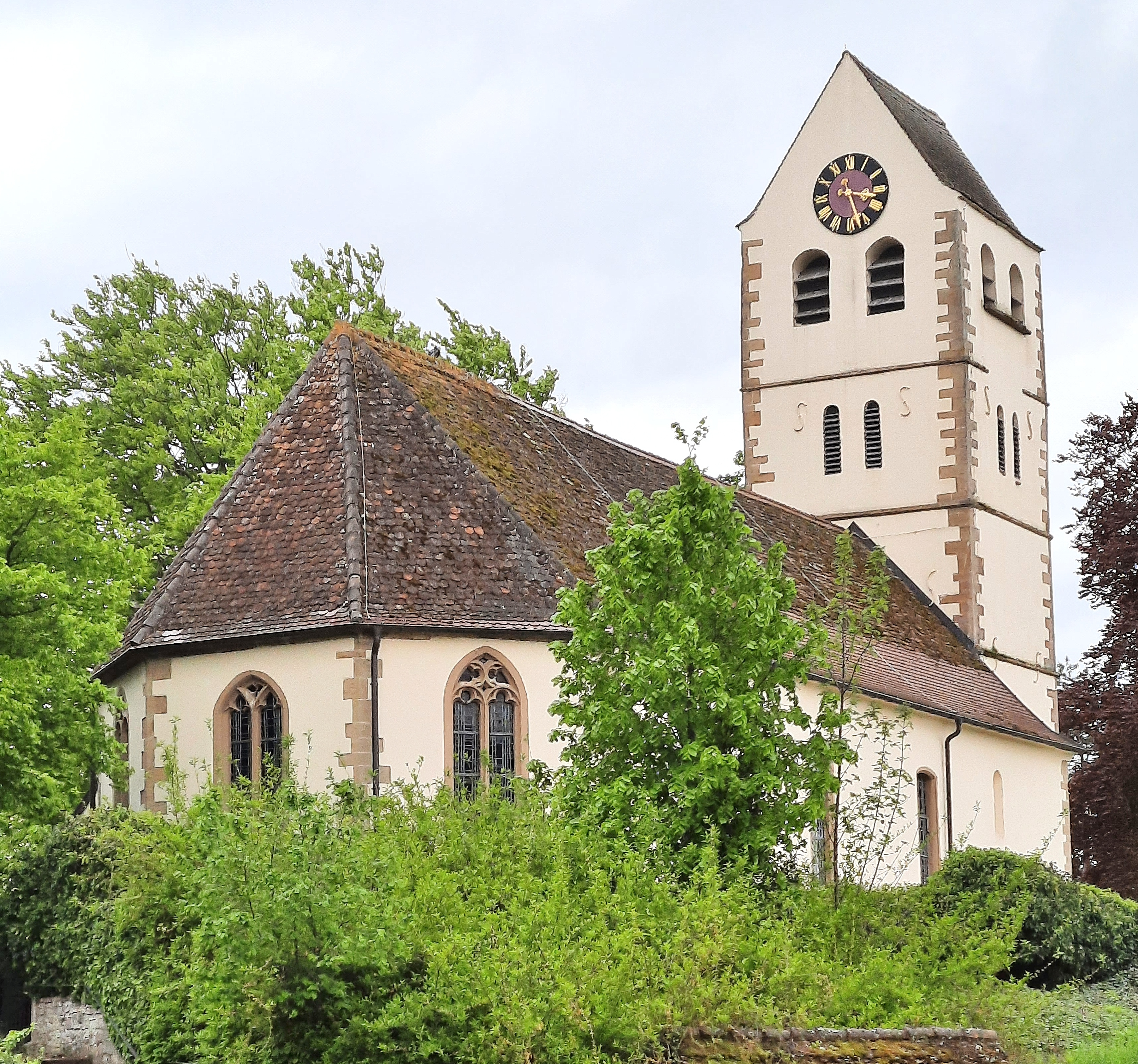
Evangelische Kirche Betberg

Die Evangelische Kirche Betberg ist ein Kirchengebäude der Evangelischen Kirchengemeinde Betberg-Seefelden im Kirchenbezirk Breisgau-Hochschwarzwald der Evangelischen Landeskirche in Baden. Die Kirche liegt umgeben von einem historischen Friedhof auf einer Erhebung in dem zum Ortsteil Seefelden gehörigen Weiler Betberg der Gemeinde Buggingen im Landkreis Breisgau-Hochschwarzwald, Baden-Württemberg.

## Geschichte

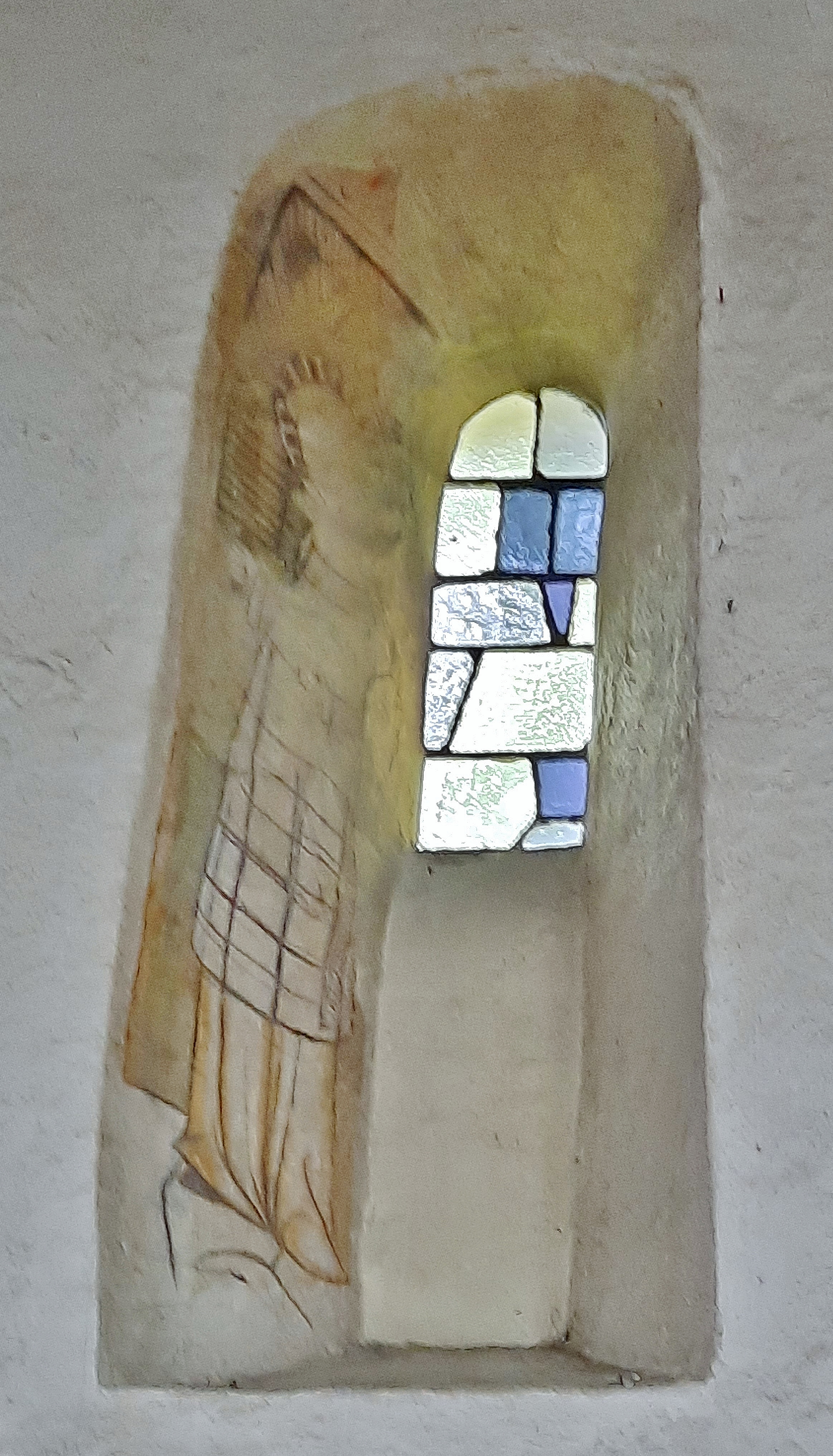
Laurentiusbild von ca. 1300 n. Chr.

Das erste Mal wurde eine Kirche 789 im Lorscher Codex erwähnt. Ein alemannischer Adliger hatte, vermutlich an der Stelle einer vorchristlichen Kultstätte, ein Gotteshaus errichten lassen. Der Ort wurde Patapere oder auch Petapur (= „Bethaus“) genannt.
Die heutige Kirche stammt vermutlich aus der ersten Hälfte des 12. Jahrhunderts und hatte wohl ursprünglich keinen Turm, sondern nur eine Vorhalle, war aber als Wehrkirche von einer massiven Mauer umgeben. Die verhältnismäßig großen Fenster ließen auf eine spätere Erbauung schließen, aber Untersuchungen ergaben, dass sie nachträglich in den romanischen Bau gebrochen wurden. Der Turm ist im Kern romanisch.
Die Kirche war eine Marienkirche; auf der Südseite gab es eine kleine Kapelle mit einer Pietà, die nach dem Übergang zur Reformation entfernt wurde und sich heute in der katholischen Kirche Buggingen befindet.
Im Laufe des 12. Jahrhunderts kamen nach und nach Kirche und Ort an das Kloster St. Peter auf dem Schwarzwald, das in Betberg eine Propstei errichtete. Das Gebiet gehörte aber zur Herrschaft Badenweiler der Markgrafschaft Baden, später Baden-Durlach. Dort wurde 1556 die Reformation eingeführt und daraufhin ein evangelischer Prediger in Betberg eingesetzt. Das Kloster St. Peter musste nun bis zu seiner eigenen Auflösung im Jahr 1806 protestantische Pfarrer bezahlen und die protestantisch gewordene Kirche unterhalten, behielt jedoch die Einkünfte aus dem Ort.

## Beschreibung

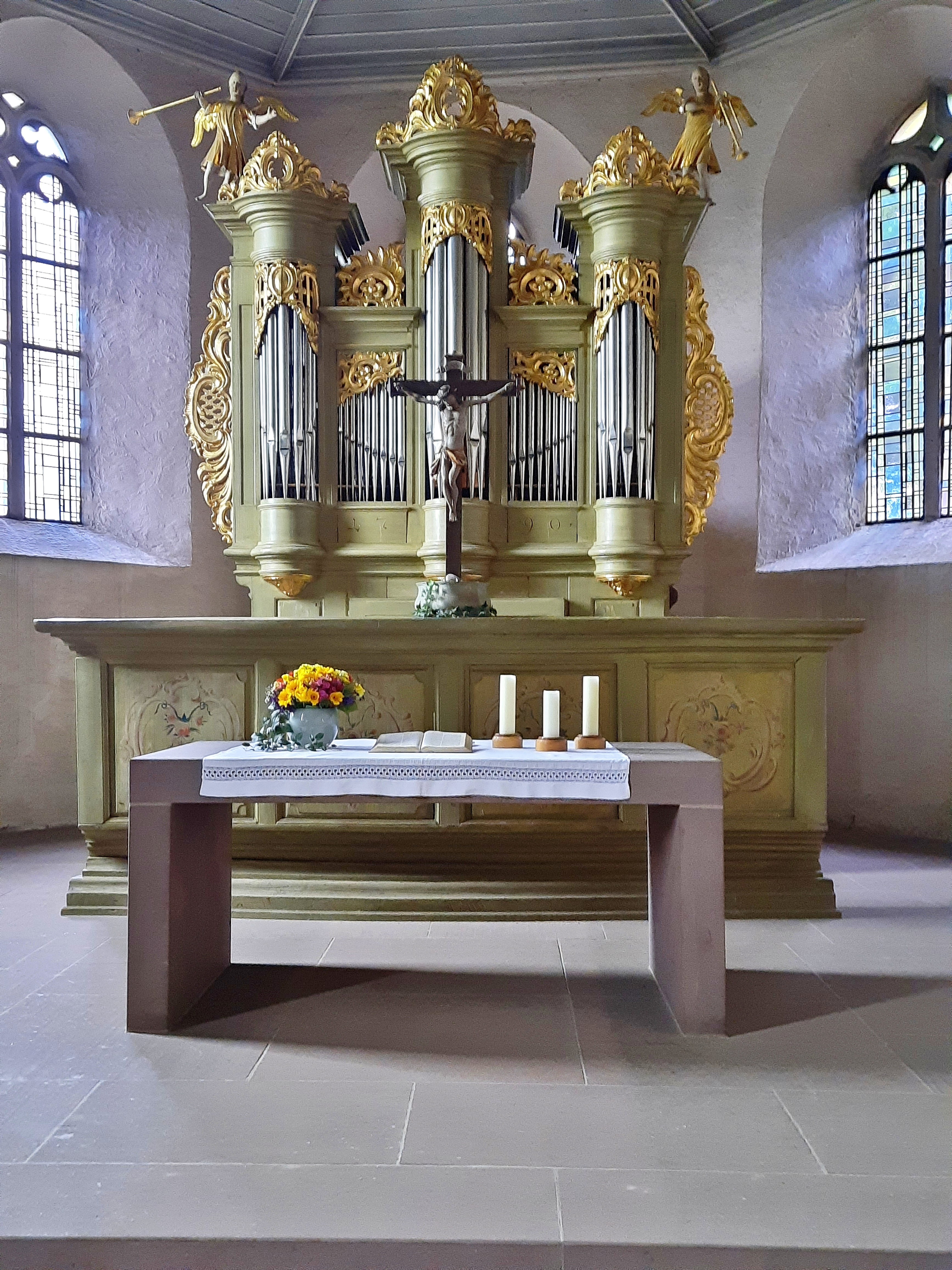
Orgel hinterm Altar

Die geostete Kirche ist ein einschiffiger Saalbau mit Dreiachtelschluss des Chors. Der Kirchturm ist mittig vor die Westfassade gesetzt. Kirche und Turm sind mit einem Satteldach mit gleichem Firstverlauf gedeckt.
Das Erdgeschoss des Turms bildet die Vorhalle zum Eintritt ins Kircheninnere. Das Innere ist ein einheitlicher Raum, in dem auch der Altarbereich nicht durch einen Chorbogen oder Einzug abgegrenzt oder sonst kenntlich gemacht wurde. Der ganze Raum hat auch eine einheitliche flache Holzdecke.
Im hinteren Teil der Kirche befindet sich eine Empore. Die Orgel steht im Chor hinter dem Altar. Es handelt sich um ein Instrument im barocken Gehäuse, das der Orgelbauer Georg Marcus Stein, ein Schüler von Johann Andreas Silbermann, als eines seiner letzten Werke 1791 gebaut hatte. Die Orgel hat zwölf Register auf einem Manual und Pedal.
In der Südwand des Langhauses wurde in einer Fensternische eine Darstellung des Heiligen Laurentius freigelegt, die vermutlich um 1300 geschaffen wurde und die älteste Malerei in der Kirche von Betberg ist.
In der Vorhalle wurden Wandgemälde aus dem frühen 16. Jahrhundert freigelegt, die das Abendmahl und die Passion Christi zum Thema haben. Aus der gleichen Zeit dürften Abbildungen stammen, die an der Kirchenrückwand auf der Empore zu sehen sind und sich wohl auf die damaligen Bauernkriege beziehen. Auf der Empore befindet sich auch der Zugang zum Inneren des Turms.

## Nachweise
1. ↑  Karl Josef Minst [Übersetzer]: Lorscher Codex: Urkundenbuch der ehemaligen Fürstabtei Lorsch, Band 4, S. 197: Schenkungsurkunden Nr. 2000 - 2910 — Lorsch, 1970 Schenkung der Adelgart unter Abt Richbodo und König Karl, Urkunde 2658 (26. Mai 789 – Reg. 2101),  Digitalisat der UB Heidelberg
2. ↑  Benediktinerpropstei Betberg in der Datenbank Klöster in Baden-Württemberg des Landesarchivs Baden-Württemberg
3. ↑  Orgel Databank: Betberg, Deutschland (Baden-Württemberg) - Evangelische Kirche
4. ↑  Johannes Helm: Die existierenden, verschwundenen und aufgegebenen Kirchen und Kapellen im Markgräflerland und in den angrenzenden Gebieten des ehemals vorderösterreichischen Breisgaues sowie des hochstiftbaselischen Amtes Schliengen. Versuch einer bau– und kunstgeschichtlichen Bestandsaufnahme. Satz und Druck Aug. Schmidt, Müllheim/Baden 1989, ISBN 3-921709-16-4, S. 62.
5. ↑  Ausführliche Beschreibung bei: Manfred Leppert: Aus Kultur und Geschichte. Ein Beitrag zur Geschichte des 1200jährigen Dorfes Buggingen. Denk'mal Betberg. In: Das Markgräflerland, Jg. NF 9(40).1978, H. 3/4, S. 346–359 Digitalisat der UB Freiburg

Koordinaten: 47° 51′ 11,9″ N, 7° 39′ 40,8″ O